# Dorila
Dorila är en ort i Argentina.   Den ligger i provinsen La Pampa, i den centrala delen av landet, 500 km väster om huvudstaden Buenos Aires. Dorila ligger 131 meter över havet och antalet invånare är 377.
Terrängen runt Dorila är mycket platt. Närmaste större samhälle är General Pico, 13,7 km norr om Dorila.
Trakten runt Dorila består till största delen av jordbruksmark. Runt Dorila är det ganska glesbefolkat, med 24 invånare per kvadratkilometer.